# Венко Колев
Венко Колев е български художник (керамик и скулптор) и преподавател (професор).
Той е сред най-големите майстори на художествената керамика в България, творец с оригинален стил и характерно чувство за формата, който има голям принос за развитието на съвременната българска керамика на XX век. Изтъкнат педагог в Националната художествена академия, София.
На името на професор Венко Колев е кръстено художественото училище в Троян.
ССХУПИ,сега НУПИ ,,Венко Колев,,

## Биография
Проф. Венко Колев (Станев) е роден на 17 септември 1915 г. в село Глоджево, Балбунарско.
През 1946 г. завършва НХА в София със специалност „Керамика“ с отличие, в класа на проф. Стоян Райнов, а три години по-късно (1949 г.) завършва и специалност „Скулптура“ при проф. Марко Марков.
През 1952 г. става редовен асистент по керамика при проф. Стоян Райнов; през 1962 г. – доцент, а от 1972 г. е професор по керамика във ВИИИ „Николай Павлович“, София.
От 1947 г. е член на Съюза на българските художници.
През 1958 г. има първа самостоятелна изложба в София със 150 творби, както и самостоятелна изложба във Варшава, Полша и съвместна изложба с Марин Върбанов в Прага, Чехословакия. През 1966 – 1967 г. има самостоятелни изложби в Берлин и Прага. Участва в изложбите „Българско народно творчество“, които са гостували многократно в чужбина, както и в Общите художествени изложби, организирани от СБХ в страната и в чужбина. Втората му голяма самостоятелна изложба в София е през 1982 година.
По случай осемдесетгодишнината на проф. Венко Колев през 1995 г. е уредена самостоятелна изложба в галерия „Райко Алексиев“ на СБХ, под надслов „Котки и колоси“ (придружена от каталог). В края на 1996 – 97 г. в галерия „Витоша“, София, е подредена голяма ретроспективна изложба с над 120 керамични творби на автора и акварели. Венко Колев има редица самостоятелни изяви (изложби и участия в конкурси) в България и в чужбина – Берлин, Лондон, Варшава, Валори – Франция, Гданск – Полша и др.
Венко Колев работи упорито в керамиката, като се задълбочава аналитично в народното наследство, като създава зооморфни керамични пластики, свещници и съдове, напомнящи структурата на култовите предмети по нашите земи. Характерни за него са ръчно изградени пластики на петли, птици, бикове, козли и овени. Той извлича най-същественото и го претворява в нови, тежки, масивни керамични творби, с богата фантазия, на съвременно художествено ниво. Венко Колев обогатява забравената в много страни ангобна техника, увеличавайки точката на топене в глазурата и земно-оловните глазури, като ги прави по-твърди.
В по-късния творчески период Венко Колев преминава към пластично търсене в керамиката и преоткрива красотата на синтеза, като улавя най-характерното, но тя при него е архитектонична, а статичността е по-монументална, преминава от образа към символа, тоналността е обогатена от глазурите, които се допълват и преливат. Това са проблеми едновременно на скулптура и керамика. Създава керамични пана с мотиви на слънца, слънчогледи, птици и спирални розети в светло-тъмните контрасти с дълбоки релефи, композиции изградени от силно пластични и декоративни елементи. Венко Колев продължава да работи в създаването на редица значителни произведения в областта на рисуваната, фигуралната, съдовата и монументалната керамика. Забележителни и символични са неговите керамични колони и стели. В релефите и монументални пана от светла глина – шамот, изобразява виещи се растения – женски фигури с лозници, композиции напомнящи храмове, кипариси, дървени клонки, както и плодове, цветя и птици. Неговите керамични пластики „Kотки“ са одухотворени негови приятели, с лични имена и съдби, както и портрети на напуснали го приятели.
Успоредно с търсенията в керамиката, вървят и търсенията на Венко Колев в областта на акварела – „от своеобразни, архаизиращи пейзажи към все по-синтетични, психологически обусловени и символично натоварени композиции“.
За участието му в Националната изложба за приложни изкуства през 1964 г. получава сребърен медал – І степен на Комитета за култура и изкуство. През 1972 г. е удостоен с наградата „Сузане и Жорж Реми“ на Международната изложба на керамиката във Валори, Франция, награждаван е три пъти. Същата година става почетен член на Международната академия по керамика при ЮНЕСКО – Женева, Швейцария. Получава Специалната награда за скулптура на Международната изложба, Валори – Франция през 1974 г. Взема участия и в Международното биенале във Фаенца – Италия.
Получава званието „заслужил художник“ – 1974 г. и званието „народен художник“ – 1981 г. През 1975 г. Държавният съвет на НР България награждава проф. Венко Колев с орден „Червено знаме на труда“ по случай 60-годишнината от рождението му, а през 1985 г. е награден с орден „Народна република България“ – І степен за неговата цялостна творческа, преподавателска и обществена дейност, във връзка със 70-годишнината от рождението му. През 1995 г. Венко Колев получава награда на името на Иван Пенков, както и награда за цялостно творчество на фонд „Поддържане на изкуството в България“.
Като преподавател в Художествената академия, специалност „Керамика“, проф. Венко Колев допринася много с педагогическата си дейност и с личното си творчество за обучението на младите специалисти. Мощното му творческо присъствие дава импулси за развитието на керамиката в продължение на десетилетия и създава школа от последователи.
Умира в София на 28 март 1997 г.

## Почит

### Звания
- 1964 г. Сребърен медал І степен, за участие в Националната изложба за приложни изкуства, от Комитета за култура и изкуство.
- 1972 г. Удостоен с награда „Сузане и Жорж Реми“ на Международната изложба на керамиката във Валори, Франция. Почетен Член на Международна академия по керамика към ЮНЕСКО – Женева, Швейцария.
- 1974 г. Специалната награда за скулптура на Международната изложба, Валори – Франция. Получава звание „заслужил художник“.
- 1975 г. Награден с орден „Червено знаме на труда“ по случай 60-годишнината от рождението му.
- 1981 г. Получава звание „народен художник“.
- 1985 г. Награден е с орден „Народна република България“ – І степен, за неговата цялостна творческа, преподавателска и обществена дейност, във връзка със 70-годишнината от рождението му.
- 1995 г. Получава Награда на името на Иван Пенков. Награда за цялостно творчество на фонд „Поддържане на изкуството в България“.

### Други
Националната гимназия за приложни изкуства (НГПИ) „Проф. Венко Колев“ към Министерството на културата в Троян, от 2009 г. носи неговото име.